# Zoé Claessens
Zoé Claessens (Echichens, 28 de abril de 2001) es una deportista suiza que compite en ciclismo en la modalidad de BMX.
Participó en dos Juegos Olímpicos de Verano, en los años 2020 y 2024, obteniendo una medalla de bronce en París 2024, en la carrera femenina.
Ganó dos medallas de plata en el Campeonato Mundial de Ciclismo BMX, en los años 2022 y 2024, y tres medallas de oro en el Campeonato Europeo de Ciclismo BMX entre los años 2021 y 2024.

## Palmarés internacional
| Juegos Olímpicos   | Juegos Olímpicos           | Juegos Olímpicos  | Juegos Olímpicos |
| Año                | Lugar                      | Medalla           | Competición      |
| ------------------ | -------------------------- | ----------------- | ---------------- |
| 2024               | París (Francia)            | Medalla de bronce | Carrera          |
| Campeonato Mundial |                            |                   |                  |
| Año                | Lugar                      | Medalla           | Competición      |
| 2022               | Nantes (Francia)           | Medalla de plata  | Carrera          |
| 2024               | Rock Hill (Estados Unidos) | Medalla de plata  | Carrera          |
| Campeonato Europeo |                            |                   |                  |
| Año                | Lugar                      | Medalla           | Competición      |
| 2021               | Heusden-Zolder (Bélgica)   | Medalla de oro    | Carrera          |
| 2023               | Besanzón (Francia)         | Medalla de oro    | Carrera          |
| 2024               | Verona (Italia)            | Medalla de oro    | Carrera          |